# William Brewster Memorial Award
William Brewster Memorial Award, ofta kallad Brewster Medal ("Brewstermedaljen"), är ett pris som delas ut av American Ornithological Society och som fått sitt namn efter ornitologen William Brewster, en av grundarna av organisationen. Det delas ut till författaren, och ibland medförfattare, för det viktigaste arbetet som publicerats under de senaste tio åren om fåglar på västra halvklotet, vilket kan vara en bok, monografi eller serie med relaterade texter. Man kan bara erhålla priset en gång, vilket dock frångicks 1967 då W. E. Clyde mottog priset, vilket han även gjort 1925. Priset omfattar en medalj och en summa pengar som delas ut genom William Brewsters minnesfond. Fonden grundades 1919, och priset delades ut första gången 1921 till Robert Ridgway. Mellan 1921 och 1937 delades priset ut vart annat år. Sedan dess har det vanligtvis givits ut årligen.

## Lista med pristagare
Källa: AOS
| - 1921: Robert Ridgway (1850–1929) - 1923: Arthur Cleveland Bent (1866–1954) - 1925: W. E. Clyde Todd (1874–1969) och Melbourne Armstrong Carriker (1879–1965) - 1927: John Charles Phillips (1876–1938) - 1929: Carl Eduard Hellmayr (1878–1944) - 1931: Florence Augusta Merriam Bailey (1863–1948) - 1933: Frank Chapman (1864–1945) - 1935: Herbert Lee Stoddard (1889–1968) - 1937: Robert Cushman Murphy (1887–1973) - 1938: Thomas Sadler Roberts (1858–1946) - 1939: Witmer Stone (1866–1939) (delades ut efter hand död) - 1940: James L. Peters (1890–1952) - 1941: Donald Ryder Dickey (1887–1932) och Adriaan Joseph van Rossem (1892–1949) - 1942: Margaret Morse Nice (1883–1974) - 1943: Alden Holmes Miller (1906–1965) - 1944: Roger Tory Peterson (1908–1996) - 1945: Hans Albert Hochbaum (1911–1988) - 1946: Inget pris delades ut - 1947: Francis H. Kortright - 1948: David Lack (1910–1973) - 1949: Inget pris delades ut - 1950: Alexander Skutch (1904–2004) - 1951: Samuel Charles Kendeigh (1904–1986) - 1952: John Todd Zimmer (1889–1957) - 1953: Hildegarde Howard (1901–1998) - 1954: James Bond (1900–1989) - 1955: William H. Phelps, Sr. (1875–1965) - 1956: George H. Lowery, Jr. (1913–1978) - 1957: Robert Porter Allen (1905–1963) - 1958: A. William Schorger (1884–1972) - 1959: Alexander Wetmore (1886–1978) - 1960: Donald Sankey Farner (1915–1988) - 1961: Harold F. Mayfield - 1962: Albert Wolfson - 1963: Ralph S. Palmer (1914–2003) - 1964: Herbert Friedmann (1900–1987) - 1965: Ernst W. Mayr (1904–2005) - 1966: George Bartholomew - 1967: W. E. Clyde Todd (fick även priset 1925) - 1968: Wesley E. Lanyon - 1969: Inget pris delades ut - 1970: Inget pris delades ut - 1971: Charles Sibley (1917–1998) - 1972: David Snow och Barbara Snow | - 1973: Rudolfo Armando Philippi Bañados och Alfred W. Johnson - 1974: James R. King - 1975: Jürgen Haffer - 1976: Gordon Orians - 1977: Rodolphe Meyer de Schauensee (1901–1984) - 1978: Pierce Brodkorb (1908–1992) - 1979: William Dawson - 1980: Frank Pitelka - 1981: William T. Keeton (1933–1980) - 1982: Robert Ricklefs - 1983: John W. Fitzpatrick och Glen E. Woolfenden - 1983: Peter R. Grant - 1986: Val Nolan, Jr. - 1987: Jerram L. Grant - 1988: Robert B. Payne - 1989: Noel F. R. Snyder - 1990: Fred Cooke - 1991: Lewis W. Oring - 1992: Ned K. Johnson - 1993: Richard T. Holmes - 1994: D. Frank McKinney - 1995: Eugene S. Morton - 1996: Kenneth P. Able - 1997: John Avise - 1998: Frank Gill - 1999: Walter D. Koenig - 2000: Cynthia Carey - 2001: Stephen I. Rothstein - 2002: James N. M. Smith - 2003: Douglas W. Mock - 2004: Russell Balda och Alan Kamil - 2005: Robert M. Zink - 2006: Sidney A. Gauthreaux - 2007: Allan J. Baker - 2008: Spencer Sealy - 2009: Joanna Burger - 2010: Steven Robert Beissinger - 2011: Sandra L. Vehrencamp - 2012: Robert C. Fleischer - 2013: James Van Remsen, Jr. - 2014: Geoffrey E. Hill - 2015: B. Rosemary Grant - 2016: Patricia G. Parker - 2017: James D. Nichols |